# نعيمة بقال
نعيمة بقال (مواليد 28 أغسطس 1990) هي لاعبة تايكوندو مغربية، مثلت المغرب في فئة 57 كغ سيدات بالألعاب الأولمبية الصيفية 2016 التي أُقيمت في ريو دي جانيرو بالبرازيل.

## روابط خارجية
- نعيمة بقال على موقع TaekwondoData.com (الإنجليزية)
- نعيمة بقال على موقع اللجنة الأولمبية الدولية (الإنجليزية)
- نعيمة بقال على موقع أوليمبيديا (الإنجليزية)